# Quelli dell'Intervallo Cafe
Quelli dell'Intervallo Cafe è stata una situation comedy italiana trasmessa da Disney Channel Italia. Era uno spin-off della sitcom televisiva italiana Quelli dell'intervallo. La prima stagione è andata in onda dal 26 marzo 2010 al 26 giugno 2010 su Disney Channel, mentre la seconda stagione dal 10 febbraio 2011 al 15 aprile 2011.

## Trama
Sitcom per i ragazzi, fatta dai ragazzi. Tinelli, Jaky e i loro amici hanno sedici anni. Luogo principale delle loro discussioni è l'Intervallo Cafe', bar dello zio di Nico. È una sitcom completamente nuova, interpretata dagli stessi attori giovani della sitcom principale, Quelli dell'intervallo. Ormai sedicenni, hanno superato gli esami e sono passati dalle medie alle superiori, frequentando sempre la scuola Manzoni. La principale e importante novità di questa serie è che il centro della vita dei protagonisti, non sarà più l'ambiente scolastico, ma un luogo più aperto agli incontri, luogo che permetterà la nascita di nuove dinamiche e a introdurre nuovi personaggi: l'Intervallo Café, che si trova proprio davanti alla loro scuola. Il locale è di proprietà del burbero e autoritario Tony, lo zio di Nico. Quest'ultimo il pomeriggio gli dà una mano dietro il bancone, mentre l'amico Tinelli serve ai tavoli, spinto dai genitori a lavorare alla paninoteca nella speranza che impari, attraverso un mestiere, un po' di dovere e di disciplina. Oltre agli amici storici come Secchia, Valentina e Annina, Jaky, Rudy, Bella e Mafy, troviamo nel locale altri due nuovi personaggi: Zita, quindici anni, regina del gossip, invaghita di Tinelli e con un modo tutto suo nel raccontare gli avvenimenti; e la Signora Serena, cinquantenne, che vive sopra la paninoteca e che per questo ha sempre un motivo per lamentarsi con Tony e i ragazzi. Nella seconda serie invece troviamo altri nuovi personaggi come Gaia, Pierpiero, Felice Venduzzi, il signor Francesco proprietario del negozio di animali a fianco del locale, e Stella che aspira a diventare attrice.

## Personaggi
Oltre ai personaggi storici (Tinelli, Bella, Valentina, Secchia, Mafy, Rudy, Jaky, Annina e Nico), nella serie compaiono altri nuovi personaggi:
- Zita: interpretata da Benedetta Balestri, 15 anni: assidua frequentatrice della paninoteca, regina del gossip, ed è per questo motivo che, soprattutto le ragazze, le prestano grande attenzione per sapere notizie in anteprima. Il suo modo di raccontare gli avvenimenti è molto colorato e teatrale e chiunque rimane affascinato dai suoi racconti.
- Martina: interpretata da Martina Russomanno, amica di Annina, molto conosciuta in My Camp Rock. Che compare, però, solo in due puntate.
- Signora Serena: interpretata da Monica Bonami; è la signora "perbene", che vive sopra l'Intervallo Cafe, e per questo ha sempre un motivo per lamentarsi: una volta per la canna fumaria che manda cattivo odore, un'altra perché la musica è troppo alta, ma in realtà si riesce ad arrabbiare per i motivi opposti: se la musica è troppo bassa perché ha organizzato una festa con delle amiche e vorrebbe ballare, oppure se la canna fumaria non funziona e la sua casa è troppo fredda. Quando è molto arrabbiata dice sempre "Per dindirindina!". Ha due fratelli: Flora, interpretata da Max Cavallari, e Paolo, interpretata da Bruno Arena, e sono uguali a lei.
- Zio Tony Companatico: interpretato da Tony Rucco; è lo zio di Nico ed è anche il proprietario dell'Intervallo Cafe.
- Max: interpretato da Luca Fiamenghi. Cameriere molto carino; farà innamorare molte ragazze, soprattutto Valentina. È un fanatico della palestra, fa esercizi appena ne ha la possibilità e ci tiene a mantenere i suoi muscoli forti e allenati.

Qui i vecchi personaggi sono cambiati, ma mostrano di avere ancora le loro peculiari caratteristiche: Tinelli appare cresciuto, più responsabile e meno infantile di prima, pur rimanendo con il suo modo di fare burlone; Mafy sembra essere più timida e non volersi più mettere in mostra, anche se non sempre; Valentina è più gentile e meno vanitosa, ma alcune volte torna sempre sui suoi passi; Rudy, in questo spinoff, sembra essere più matura nelle vicende amorose; Bella non è affatto cambiata, anche se si è unita a Zita nei pettegolezzi; Jaky è molto meno silenzioso, seppur conservi quell'aria piacevole da educato; Annina è ormai una ragazza, non più una bambina, con notevoli cambiamenti di voce e carattere; Nico gestisce il bar di suo zio con Tinelli e non è più comico come una volta, benché sia ancora rimasto un abile barzellettiere; infine Secchia ha cambiato la voce, ora è un ragazzo adolescente, ma, nonostante appaia con abiti sportivi e senza più tanti libri con sé, quasi sempre dimostra di non aver perso lo smalto di studioso imbattibile, acquisita nel corso della sitcom principale.

## Episodi
| Stagione         | Episodi | Prima TV Italia |
| ---------------- | ------- | --------------- |
| Prima stagione   | 42      | 2010            |
| Seconda stagione | 40      | 2011            |

## Guest star
- Nella puntata, "Il Dj", Nico e Tinelli, per organizzare la festa nel locale, chiamano "Dj Gratis", interpretato dal comico di Zelig, Giovanni Vernia.
- In un episodio compare il doppiatore Davide Garbolino nei panni di un importante giornalista, e, sempre nello stesso episodio, Giacomo Valenti.
- Nella puntata della prima serie dal titolo, "Jake and Blake", compare come guest star, Benjamín Rojas.
- Nella puntata della seconda serie dal titolo, "Oggi Sposi", compaiono come guest star i giocatori del Parma.
- Nella puntata, "Vacanza Serena", compaiono i Fichi d'India, che interpretano la parte delle sorelle della signora Serena.

## Successo internazionale della serie
Come la sitcom madre Quelli dell'intervallo, anche la serie, Quelli dell'Intervallo Cafe viene venduta anche in altri paesi. Inizia con la Francia, con la sitcom dal titolo, Trop la Classe! Cafe, in onda su Disney Channel Francia, da mercoledì 14 settembre 2011.

## Serie spin-off

### Casa Pierpiero
La serie racconta le vicende che si svolgono nella casa del nuovo personaggio di Quelli dell'Intervallo Cafe, Pierpiero, un ragazzo intelligente e ricco che va nel locale di nascosto dalla madre.